# Anders Olausson
Anders Leif Roger Olausson, född 6 april 1970, är en svensk före detta fotbollsspelare (mittback). 
Olausson gick till säsongen 1996 från Falkenbergs FF till Gais i division I. Han spelade 22 av 26 seriematcher när Gais samma år åkte ur serien, och sedan 18 av 22 seriematcher i division II 1997 innan han lämnade klubben. Han återvände därefter till Falkenberg, dit han åtföljdes av lagkamraten Joakim Ljungberg. Säsongen därpå gick han till Stafsinge IF.